# William Caxton

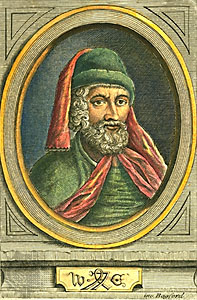
William Caxton

William Caxton, född omkring 1422, död 1491, var Englands första boktryckare.
Caxton var ursprungligen köpman, och lärde sig boktryckarkonsten i Köln. Han tryckte i Brygge omkring 1474 den första engelskspråkiga boken, den av honom själv översatta The Recuyell of the historyes of Troyes. Han var efter 1476 bosatt i England där han grundade ett tryckeri i Westminster, London, där han tryckte närmare ett hundratal böcker.